# روبرتو ماسیمو
روبرتو ماسیمو (انگلیسی: Roberto Massimo؛ زادهٔ ۱۲ اکتبر ۲۰۰۰) بازیکن فوتبال اهل غنا است.
از باشگاه‌هایی که در آن بازی کرده‌است می‌توان به باشگاه فوتبال اشتوتگارت و باشگاه فوتبال آرمینیا بیله‌فلد اشاره کرد.
وی همچنین در تیم‌های ملی فوتبال جوانان آلمان و زیر ۲۱ سال آلمان بازی کرده‌است.